# Ditylus caeruleus
Ditylus caeruleus là một loài bọ cánh cứng trong họ Oedemeridae. Loài này được Randall miêu tả khoa học năm 1838.